# Wye (Montana)
Wye – jednostka osadnicza w Stanach Zjednoczonych, w stanie Montana, w hrabstwie Missoula.